# John Smart

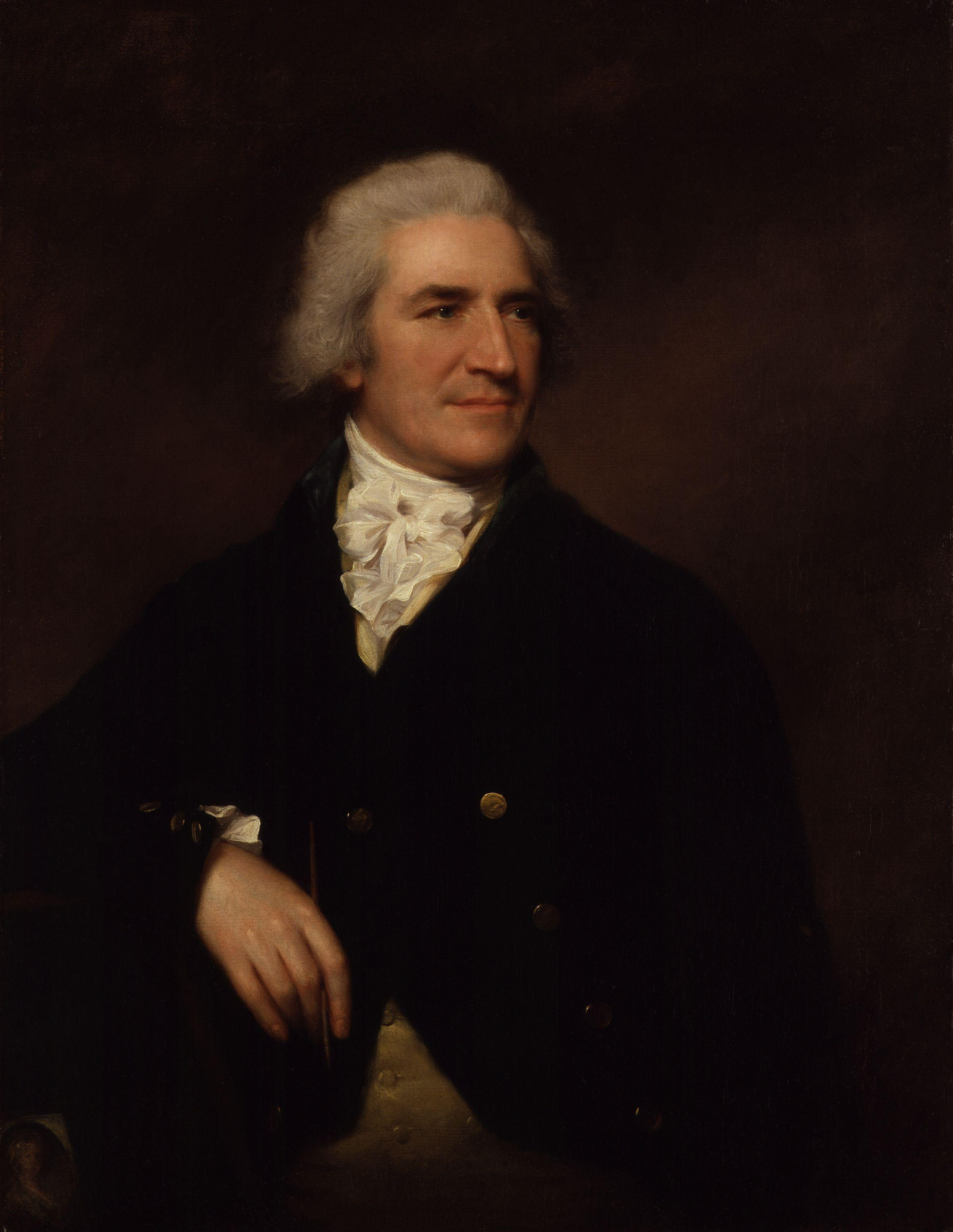
John Smart.

John Smart, född omkring 1740 i Norfolk, död 1811, var en engelsk målare.
Smart studerade i London, vistades i Indien 1788-97 och var därefter bosatt i London. Smith var en mycket framstående miniatyrmålare, en av de främsta på sin tid. Hans porträtt är ytterst noggrant genomarbetade med största tekniska skicklighet - koloriten är däremot mindre fulländad.